# 3467 Бернхајм
3467 Бернхајм (енгл. 3467 Bernheim) је астероид главног астероидног појаса са пречником од приближно 15,8 .
Афел астероида је на удаљености од 2,769 астрономских јединица (АЈ) од Сунца, а перихел на 2,048 АЈ.
Ексцентрицитет орбите износи 0,149, инклинација (нагиб) орбите у односу на раван еклиптике 4,112 степени, а орбитални период износи 1365,603 дана (3,738 године).
Апсолутна магнитуда астероида је 13,0 а геометријски албедо 0,044.
Астероид је откривен 26. септембра 1981. године.